# Piero Montanari
Piero Montanari (Roma, 30 settembre 1946 – Roma, 9 febbraio 2023) è stato un bassista e compositore italiano.

## Biografia
Ha suonato come bassista per numerosi e importanti artisti, sia in concerti dal vivo che per la registrazione di album, esordendo nel 1964 con:
Gianni Davoli, Little Tony,  La Nuova Cricca, I Vianella (Edoardo Vianello e Wilma Goich), Franco Califano ed altri.

## Album e collaborazioni (discografia parziale)
- Riderà album del 1966 di Little Tony (Durium) - brano My baby left me, probabilmente la sua prima incisione pubblicata su disco, con il gruppo I Fedeli di Little Tony)
- I sogni de Purcinella album del 1973 de I Vianella (Apollo Records)
- Homeide album del 1973 dei Vianella  (Apollo Records)
- No! Mamma! No! album del 1973 di Renato Zero (RCA Italiana)
- Amedeo Minghi, album del 1973 di Amedeo Minghi
- Francesco De Gregori Alice non lo sa, del 1973 su etichetta It
- Friendship jazz album di Marcello Rosa con Tony Scott 1974
- Terra mia, album del 1977 di Pino Daniele (suona in Napule è  - 'Na tazzulella 'e cafè)
- Anna Melato  album Ritratto del 1977 (RCA Italiana)
- I lupi album di Ivan Graziani del 1977 (Numero Uno)
- Il tuo cuore è casa mia Edoardo De Angelis 1977 (RCA Italiana, PL 31243)
- Per futili motivi di Flavio Giurato (Dischi Ricordi, 1978)
- Tour dell'estate del 1979 di Rino Gaetano
- Jenny Sorrenti album di Jenny Sorrenti del 1979 (RCA Italiana)
- Ugo Calise album Ugo Plays Calise del 1979 (Fly's Record)
- Edoardo De Angelis album omonimo del 1979 (Polydor)
- David Riondino album Boulevard del 1980 (Rca)
- Tito Schipa Jr. album Er domPasquale 1980 (Rca)
- Viaggi e intemperie album di Ivan Graziani del 1980 (Numero Uno)
- Luca Barbarossa del 1981 di Luca Barbarossa (Fonit Cetra)
- Giorgio Zito & i Diesel album Un posto all'inferno del 1981 Lupus
- Gomma album dei Cugini di Campagna del 1981 Pull
- Schola Cantorum album Il mondo in tasca del 1981 Rca
- Mimmo Cavallo album Uh, mammà! 1981 CGD
- Alunni del sole Carezze album del 1981 Rca
- Ora o mai più ovvero cantautore da grande Renzo Arbore del 1981  (Dischi Ricordi)
- Marco Luberti  album Canzoni ed appunti del 1982
- Donne del 1982 di Stefano Rosso
- Alé-oó, tour negli stadi e album dal vivo del 1981-82 di Claudio Baglioni (oltre 1 milione di copie vendute e 7 dischi di platino). Tornerà a suonare con Baglioni il 17 dicembre 2005 a Firenze nel corso dell'appuntamento annuale che Baglioni organizza per il suo fan club (ClaB).
- Aviatore del 1982 di Renzo Zenobi
- Minnie Minoprio album Minnie del 1983 etichetta Hollywood (album prodotto ed arrangiato)
- Scialpi album Es-tensioni del 1983 (Rca)
- Italiani mambo album di Sergio Caputo 1984 CGD, per il quale ha collaborato anche agli arrangiamenti.
- Dietro le quinte album di Andrea Sisti del 2005 dove suona nel brano insieme a Donovan
- Collaborazioni con Gigi Proietti (concerti e serate) con Roberto Benigni (singolo del 1979 L'inno del corpo sciolto/Playboy, Philips),  Alberto Sordi (disco E va'... E va'... te c'hanno mai mannato...)
- collaborazioni in sala di registrazione con Paolo Conte Uomo camion e altri brani, prodotto da Lilli Greco per la Rca
- realizzazione e produzione del 45 gg della sigla del Pianeta Totò Malafemmena cantata da Fausto Leali 1980 e da James Senese nel 1982
- realizzazione e produzione del 45 gg della sigla di Laurel & Hardy "Honolulu baby" cantata da Giorgio Ariani ed Enzo Garinei
- realizzazione della canzone Regina, cantata da Don Backy e sigla della trasmissione Le mille bolle blu in onda su Rai
- collaborazione con Anna Oxa ed il trio di Amedeo Tommasi per una serie di concerti in teatro.
- concerti in teatro con Renzo Zenobi
- vari album con Romano Mussolini, tra cui Mirage del 1974 (su etichetta PDU), del quale è stato anche produttore artistico
- Libidal album trilogia di Davide Matrisciano del 2024 (La Cellula Records/Maxsound), nel brano “La canzone della musicassetta”

e ancora collaborazioni con i maggiori nomi della musica pop italiana.
- Ha prodotto nel 1973, insieme con Antonello Venditti ed Aurelio Rossitto, "I Love You Maryanna", (facciata B "Jaqueline") il primissimo 45 giri di Rino Gaetano che, a quel tempo, si faceva chiamare Kammamuri's; i tre si firmano utilizzando l'acronimo RosVeMon.

In seguito suonò in tour con lui nell'estate del 1979.
- Ha suonato inoltre nella Grande Orchestra di Ritmi Moderni della Rai in varie produzioni televisive, tra le quali Domenica in e in varie formazioni di musica jazz guidate appunto da Romano Mussolini e ha potuto, anche in questo caso, suonare con grandi nomi della musica come Tony Scott, Chet Baker, Toots Thielemans, Henry Davis e Harry Edison (membri dell'orchestra di Duke Ellington), Irio De Paula, Marcello Rosa, Cicci Santucci, Massimo Urbani, Gegè Munari, Tullio De Piscopo, Roberto Gatto,  Danilo Rea ed altri ancora.
- Ha fatto parte, inoltre, del trio di Amedeo Tommasi con Roberto Spizzichino, del quintetto della pianista Patrizia Scascitelli (con Karl Potter, Larry Dinwiddie e Marvin "Boogaloo" Smith) e del quintetto di Marcello Rosa, ed è spesso stato invitato a suonare in formazioni importanti di jazz in Italia e all'estero. Ha suonato spesso in gruppi di jazz-samba, in particolare con Giovanna Marinuzzi.

Come compositore è anche autore di canzoni tra le quali:
- Il tuo posto, cantata da Fausto Leali
- I sogni de Purcinella, cantata dai Vianella
- What can i do cantata da Minnie Minoprio
- La favola mia, portata al successo da Renato Zero

di numerose sigle televisive e musiche per diverse trasmissioni, tra le quali:
- Supergulp! fumetti in Tv (1977) di Guido De Maria (musiche di: Spiderman, I Fantastici Quattro, Sturmtruppen, Lupo Alberto)
- C'era una volta... io, Renato Rascel (1987) di Giancarlo Governi
- C'est quoi ces petits boulots? (1992) di Michel Berny e Pierluigi Polidori
- E l'ultimo chiuda la porta di Mario Morini - Guido De Maria - Bonvi
- Sturmtruppen (1980), di Bonvi
- Dieci anni che sconvolgono la TV (1987) di Carlo Sartori
- Il pianeta Totò (1982), di Giancarlo Governi
- Il Gorilla - Bomba nell'oasi di Duccio Tessari
- Laurel & Hardy - Due teste senza cervello (1986) di Giancarlo Governi
- Le Gorille dans les cocotiers di Maurizio Lucidi
- Le mille bolle blu di Giancarlo Governi
- Tocco e Ritocco di Giancarlo Governi
- Italiaride di Giancarlo Governi
- Totò Cento di Giancarlo Governi
- Totò Rap sigla del Totò, un altro pianeta incisa su disco Rca
- Vita del Principe Totò di Giancarlo Governi
- Club Hawaii sit-com americana
- Enrico Montesano: le mille facce di un comico 1997 di Leoncarlo Settimelli
- Ritratti dal (1997) di Giancarlo Governi, Leoncarlo Settimelli e Silvio Governi
- Intelligenze scomode del '900 di Sergio Tau e Giano Accame
- Fermo Fotogramma (2005) di Leoncarlo Settimelli e Giancarlo Governi
- Videocomic di Nicoletta Leggeri
- Votantonio Votantonio per Raidue (2007)
- I Grandi Protagonisti per Rai Tre (2015)

Ha musicato inoltre molti documentari industriali istituzionali e Road Show con: Agip, Eni, Eniaqua, Enichem, Saipem, Snamprogetti, Natuzzi, Organon, Fiat, Fiat Ferroviaria, Iveco, Coin, Enel, Ducato, Agenzia Giornalistica Italia (AGI), Ferrovie dello Stato e con "I 40 anni dell'Agip in Egitto", di Fabio Pellarin, ha vinto il premio per la migliore colonna sonora dalla Presidenza della Confindustria ("Filmselezione", Roma, Cinecittà, 30 maggio 1995). Dal 2011 collabora come editorialista con il network Globalist Syndication, Il Quotidiano del Lazio e con Il Giornale dello Spettacolo. Da luglio 2018 è membro del Consiglio di Sorveglianza della Siae.

## Stan Laurel & Oliver Hardy - Filmografia completa di Piero Montanari
- Nel 1984-85 gli viene chiesto di comporre la colonna sonora per il programma di Raiuno Laurel & Hardy - Due teste senza cervello e in seguito a ciò la Rai lo autorizza a musicare tutti i film muti di uno o due rulli e i mediometraggi della Coppia che, fino ad allora, non avevano mai avuto una colonna musicale su pellicola (bensì solo quella realizzata "dal vivo") e per i quali si era perduta la colonna internazionale o, a seguito di degrado, si era stati costretti a rifare totalmente. Qui di seguito c'è la filmografia completa di questi titoli.

Solo Stan Laurel:
- 1 - Collars & Cuffs
- 2 - Near Dublin
- 3 - The Sleuth
- 4 - Kill or Cure
- 5 - Pick & Showel
- 6 - The Soilers
- 7 - Yes, Yes Nanette
- 8 - Eve's Love Letters
- 9 - Roughest Africa

Solo Oliver Hardy:
- 1 - The Nickel Hopper
- 2 - Stick Around
- 3 - Bromo & Juliet
- 4 - Be Your Age
- 5 - Along Came Auntie (...e venne la Zietta - ...e venne la Zia) durata 6'50"

Cortometraggi muti musicati nel 1984/1985:
Stan Laurel & Oliver Hardy:
- 01 - 45 Minutes from Hollywood (A 45 Minuti da Hollywood) durata 17'05"
- 02 - Angora Love (Amor di Capra - La Capra Penelope) durata 20'45"
- 03 - Bacon Grabbers (Gli Acchiappamosche - Gli Acchiappagrana - Squadra Sequestri) durata 19'50"
- 04 - Big Business (Grandi Affari - Uomini d'Affari) durata 18'50"
- 05 - The Battle of the Century (La Battaglia del Secolo) durata 8'54" (nota: film senza didascalie, solo con la musica)
- 06 - Call of the Cuckoo (Una Famiglia di Matti - Il Richiamo dei Cuculi) durata 17'50"
- 07 - Do Detectives Think (I Detective Pensano?) durata 20'36"
- 08 - Double Whoopee (Agli Ordini di Sua Altezza - Doppia Baldoria)  durata 18'48"
- 09 - Duck Soup (Zuppa d'Anatra) durata 17'45"
- 10 - Early to Bed (Presto a Letto - Le Ore Piccole) durata 18'25" (nota: copia italiana del film)
- 11 - Flying Elephants (Elefanti che Volano) durata 18'43"
- 12 - From Soup to Nuts (Pranzo di Gala - Dalla Zuppa alle Noci) durata 18'30" (nota: copia italiana del film)
- 13 - The Finishing Touch (Il Tocco Finale) durata 20'57"
- 14 - Habeas Corpus (Habeas Corpus) durata 18'56"(nota: film senza didascalie, solo con la musica)
- 15 - Leave'em Laughing (Lasciali Ridere - Mal di Denti) durata 21'24"
- 16 - Liberty (Libertà) durata 19'05"
- 17 - Love'em and Weep (Amale e Piangi) durata 20'26"
- 18 - Lucky Dog (Cane Fortunato) durata 17'
- 19 - Putting Pants on Philip (Metti i Pantaloni a Philip) durata 20'47"
- 20 - Sailors Beware! (State attenti, Marinai!- Marinai in Guardia - Eroi di Navi) durata 20'20"
- 21 - The Second Hundred Years (Il Secondo Centenario - I Due Galeotti) durata 20'38"
- 22 - Should Married Men go Home? (I Mariti sposati dovrebbero andare a casa?) durata 20'30"
- 23 - Slipping Wives (Mogli Sfuggenti) durata 20'10"
- 24 - Sugar Daddies (Ricconi - Come mi Pento - Donne e Guai) durata 15'52"
- 25 - That's My Wife (Ecco Mia Moglie) durata 18'56"
- 26 - Their Purple Moment (Il Loro Momento Magico - Una Bella Serata) durata 21'16"
- 27 - Two Tars (Due Marinai - Marinai a Terra) durata 21'09"
- 28 - We Faw Down (Noi Sbagliamo) durata 18'13"
- 29 - With Love and Hisses (Con Amore e Fischi) durata 21'55"
- 30 - Wrong Again (Di Nuovo Sbagliato - Blueboy un Cavallo per un Quadro) durata 19'40"
- 31 - You're Darn Tootin' (Musica Classica - Hai Veramente Ragione) durata 20'24"

Cortometraggi sonori musicati nel 1985/1987:
Stan Laurel & Oliver Hardy:
- 01 - Another Fine Mess (Un Nuovo Imbroglio - Un altro bel Guaio) durata 21'
- 02 - Hog Wild (Un Marito Servizievole - Pazzia Pura) durata 19'
- 03 - One Good Turn (Andiamo a Lavorare - Una buona Svolta) durata 21'04"
- 04 - The Stolen Jools (I Gioielli Rubati) durata 20' circa
- 05 - They Go Boom (L'Esplosione - Scoppiano) durata 22'49"
- 06 - Tit for Tat (Questione d'Onore - Pan per Focaccia) durata 18'56"
- 07 - Tree in a Test Tube (L'Albero in Provetta) durata 10' circa08 - Unaccustomed as We Are (Non Abituati come Siamo) durata 19'20"

Lungometraggi sonori musicati nel 1985/1987:
Stan Laurel & Oliver Hardy:
- 01 - Bonnie Scotland (Gli Allegri Eroi - Gli Allegri Scozzesi) durata 28'06" di musica, 80' circa il film
- 02 - The Big Noise (Il Grande Botto) durata 39'56" di musica, 80' circa il film
- 03 - Great Guns (Ciao Amici) durata 23'21" di musica, 70' circa il film
- 04 - Our Relations (Allegri Gemelli - I Nostri Parenti) durata 50'52" di musica, 67'44" circa il film
- 05 - Pick a Star - A Day at Studio (Scegliete una Stella - Un Giorno in Studio) durata 2'24" di musica, 17" circa il film
- 06 - Way Out West (Allegri Vagabondi - I Fanciulli del West) durata 54'27" di musica, 61'25" circa il film

Sigle di lungometraggi di Stan Laurel & Oliver Hardy:
- 01 - Blockheads (Stanlio e Ollio Teste Dure) - sigla di testa rimusicata con "Tema di Stan"
- 02 - A Chump at Oxford (Noi Siamo le Colonne) - sigla di testa rimusicata con "Blues March"
- 03 - Saps at Sea (C'era una volta un Piccolo Naviglio) - sigla di testa rimusicata
- 04 - Zenobia (Ollio Sposo Mattacchione) - sigla di testa rimusicata

## Filmografia parziale

### Colonna sonora
- I supereroi di Supergulp!, regia di Guido De Maria (1979)
- Impariamo ad amarci: guida all'educazione sessuale, regia di Antonio D'Agostino (1985)
- Noi e l'amore - Comportamento sessuale variante, regia di Antonio D'Agostino (1986)
- Eleven Days, Eleven Nights (11 giorni, 11 notti), regia di Joe D'Amato (1987)
- Poker di donne, regia di Antonio D'Agostino (1987)
- Pomeriggio caldo, regia di Joe D'Amato (1988)
- La casa 3 - Ghosthouse, regia di Umberto Lenzi (1988)
- Top Model, regia di Joe D'Amato (1988)
- The Black Cobra 3, regia di Edoardo Margheriti (1989)
- Fiori di zucca, regia di Stefano Pomilia (1989)
- Le porte dell'inferno, regia di Umberto Lenzi (1989)
- Any Time Any Play, regia di Joe D'Amato (1990)
- La signora di Wall Street, regia di Joe D'Amato (1990)
- Eleven Days, Eleven Nights 2, regia di Joe D'Amato (1990)
- Nera calda e dolce, regia di Alessandro Perrella (1990)
- Il ritorno di Ribot, regia di Pino Passalacqua - miniserie TV (1991)
- C'est quoi ce petit boulot?, regia di Pierluigi Polidori e Michel Berny - miniserie TV (1991)
- Una tenera storia, regia di Joe D'Amato (1992)
- Sul filo del rasoio, regia di Joe D'Amato (1992)
- Processo di famiglia, regia di Nanni Fabbri - miniserie TV (1992)
- La dolcezza, regia di Alessandro Perrella (1993)
- Ritorno dalla morte - Frankenstein 2000, regia di Joe D'Amato (1992)
- Il gorilla - serie TV, 2 episodi (1992)
- Ossessione fatale, regia di Joe D'Amato (1992)
- Goduria anale, regia di Joe D'Amato (1992)
- I racconti della camera rossa, regia di Joe D'Amato (1993)
- Il labirinto dei sensi, regia di Joe D'Amato (1993)
- Rosa, regia di Joe D'Amato (1993)
- Chinese Kamasutra, regia di Joe D'Amato (1994)
- La casa del piacere, regia di Joe D'Amato (1994)
- China and Sex, regia di Joe D'Amato (1994)
- Tharzan - La vera storia del figlio della giungla, regia di Joe D'Amato (1995)
- Le intoccabili, regia di Joe D'Amato (1995)
- Paprika, regia di Joe D'Amato (1995)
- Chicago perversa, regia di Joe D'Amato (1995)
- Le bambole del Führer, regia di Joe D'Amato (1995)
- Amadeus Mozart, regia di Joe D'Amato (1995)
- Le 120 giornate di Sodoma, regia di Joe D'Amato (1995)
- Fuga di mezzanotte, regia di Joe D'Amato (1995)
- Danno d'amore, regia di Joe D'Amato (1995)
- Penitenziario femminile, regia di Joe D'Amato (1996)
- Il monaco, regia di Joe D'Amato (1996)
- Top Girl, regia di Joe D'Amato (1996)
- Flamenco ecstasy, regia di Joe D'Amato (1996)
- Torero, regia di Joe D'Amato (1996)
- Fatal instinct, regia di Joe D'Amato (1996)
- La regina degli elefanti, regia di Joe D'Amato (1997)
- L'angelo dell'inferno - Il vizio del peccato, regia di Joe D'Amato (1997)
- I predatori delle Antille, regia di Joe D'Amato (1998)
- Il fantasma, regia di Joe D'Amato (1998)
- Experiences, regia di Joe D'Amato (1999)